# Hirundo megaensis
La golondrina coliblanca (Hirundo megaensis) es una especie de ave paseriforme de la familia Hirundinidae endémica de Etiopía. 

## Distribución y hábitat
Se encuentra únicamente en las montañas del sur de Etipía. Su hábitat natural es el matorral tropical de gran altitud. Se encuentra amenazada por la destrucción del mismo.